# Provincia de Bayan-Ölgiy
El aymag de Bayan-Ölgiy  (mongol y kazajo: Баян Өлгий) es una de las 21 provincias de Mongolia. Se encuentra en la parte más occidental de Mongolia. La capital es Ölgiy
El aymag de Bayan-Ölgiy fue creado en 1940. Difiere bastante del resto del país pues al contrario que en el resto de Mongolia, la mayor parte de la población es de etnia kazaja, por lo que la lengua, religión y costumbres contrastan con las de las demás provincias. Tiene una superficie de 45.705 kilómetros cuadrados.
La montaña más alta de Mongolia es el Hüyten Uul (4.374 m) que se encuentra en la frontera con la República Popular de China.
La provincia ha registrado un significativo aumento en su turismo desde hace varios años.

## Soms
Este aymag está compuesto por 14 unidades administrativas, el centro de la provincia, Ölgiy, y trece soms (un som es una subdivisión de un aymag):
- Altantsögts.
- Altay.
- Bayannuur.
- Bugat.
- Bulgan.
- Buyant.
- Delüün.
- Nogoonnuur.
- Ölgiy.
- Uuyim.
- Tolbo.
- Tsagaannuur.
- Tsengel.
- Ulaanhus.